# Kasaoka
Kasaoka (笠岡市 -shi) é uma cidade japonesa localizada na província de Okayama.
Em 2003 a cidade tinha uma população estimada em 58 060 habitantes e uma densidade populacional de 427,01 h/km². Tem uma área total de 135,97 km².
Recebeu o estatuto de cidade a 1 de Abril de 1952.